# Be My Slave (Film)
Be My Slave ist ein japanischer Erotik-Psychothriller-Film aus dem Jahr 2012. In dem Film versucht der junge I das Herz der schönen Kana zu gewinnen, die sich als Sex-Sklavin eines anderen Mannes erweist. Es  beginnt ein Spiel der Unterwerfung, das beide an ihre emotionalen und psychologischen Grenzen bringt.
Der Film beruht auf der Romanvorlage von Satamishu aus dem Jahr 2005. Die Hauptrollen spielten Mitsu Dan und Akihiro Mayama. 2018 folgten die beiden Fortsetzungen Be My Slave 2 und Be My Slave 3.

## Handlung
Der junge I ist ein notorischer Frauenaufreißer. Als er sich bei seinem Arbeitgeber, einem großen Verlag, in eine neue Abteilung versetzen lässt, lernt er unter seinen Arbeitskollegen die junge, verheiratete Kana Sasaki kennen, deren Mann häufig lange auf Geschäftsreise ist. I beginnt sich offensiv um die schöne, zurückhaltende Frau zu bemühen. Nachdem Kana mehrere Male seine Flirts abblockt, schickt sie ihm eines Tages plötzlich eine SMS mit der Aufforderung am Abend Sex zu haben. In ihrer Wohnung stellt sich die Situation für I anders als erwartet dar, als Kana ihn auffordert sie zu filmen, während sie erst vor I masturbiert und dann mit ihm Sex hat. I fühlt sich mit der Situation unwohl, doch übt Kana eine starke Anziehung auf ihn aus, die ihn immer wieder zu ihr zurückkehren lässt, wenn sie ihn um Treffen für Sex bittet.
Eines Tages bittet Kana ihn in ihr Haus, erklärt I jedoch, dass sie jetzt nach Osaka fahren werde - er könne im Haus bleiben. I, der sich in Kana inzwischen verliebt hat, folgt ihrem Angebot und bleibt im Haus, wo er auf nicht-kommerzielle DVDs stößt; neugierig schaut er sie sich an. Sie zeigen Kana in verschiedenen Situationen als devote Sexsklavin eines Mannes, den sie als Meister anspricht. In einem Video fordert er sie auf, mit dem "neuen Typen auf der Arbeit", der sie umgarnt, zu schlafen und sich dabei zu filmen. Nun entdeckt I auch die Aufnahmen, die er von Kana gemacht hat. Verstört verlässt er das Haus.
Eines Abend stellt sich Kanas Meister Sensei ihm in einer Bar vor und beginnt Machtspielchen gegenüber I. So lässt er Kana in I's Gegenwart in einem Bus einen Orgasmus mit einem Vibrator erleben. An einem anderen Abend lässt er eine weitere Sklavin sich vor I entblößen und erzählt wie er Kana eines Abends in der gleichen Bar getroffen hat. Kana war unglücklich in ihrer Ehe und wollte eine Veränderung in ihrem Leben. Sie verfiel Senseis subtiler dominanter Art und seinen Worten, der sie aufforderte als seine Sklavin diese Veränderung zu erleben. Kana wurde völlig abhängig und gehorsam gegenüber Sensei und seiner psychologischen Manipulation. Sensei fragte sie, ob sie bereit sei Sex mit einem Mann zu haben, den sie nicht liebt. Als er daraufhin sie lange Zeit nicht besuchte, überschritt Kana die Grenze und begann ihre sexuelle  Beziehung mit I -  damit Sensei endlich zu ihr zurückkehrte.
Verstört über diese Enthüllung kehrt I zu Kana zurück, der er völlig verfallen ist. Als er sie bittet mit ihm Sex zu haben, stimmt sie nur unter der Bedingung zu, dass er Senseis Anweisung befolgt den Koitus zu filmen. I lehnt ab und Kana verweigert ihm daraufhin den Sex, woraufhin I sie vergewaltigt.
I bittet Sensei um ein Treffen, um Kana zu sehen. I trifft die beiden, wobei Kana als gehorsame Sklavin neben Sensei kniet. Er will sie von ihm befreien und Sensei bietet an sie "freizulassen", wenn I sie tatsächlich liebt. Dafür soll er allerdings vor seinen Augen Sex mit ihr haben. Sofort kommt I dem nach und vergewaltigt Kana, die nach ihrem Herrn und Meister ruft. Als ihm klar wird, was er getan hat, bricht er zusammen. Sensei seinerseits kommt zu dem Schluss, dass nur er Kana "aus ihrem Käfig befreien kann." Auch er vergewaltigt Kana, die bei seinen Berührungen allerdings Lust verspürt. Auf Senseis Frage, ob sie sich nun einzigartig fühle, bejaht sie und dankt Sensei. Er verspricht ihr, dass sie glücklich sein wird und verlässt das Haus. Kana fragt I, ob er sie nach all dem immer noch liebe. Als er bejaht, entgegnet sie, jetzt werde er ihr Sklave sein.

## Kritiken
"Der Film, unter der Regie von Tôru Kamei, zeichnet sich durch eine düstere und zugleich faszinierende Atmosphäre aus, die die Zuschauer in die komplexen und oft verstörenden Beziehungen der Charaktere eintauchen lässt." - Filmspleen

"(Hauptdarstellerin) Mitsu Dan tauchte letztes Jahr aus dem Nichts auf, als sie in diesem gewagten Film auftrat, in dem sie als scheinbar zurückhaltende, aber tatsächlich räuberische Heldin mit einer Vergangenheit voll dunkler sado-masochistischer Geheimnisse brillierte. Regisseur Toru Kamei beschwört den Geist der klassischen Nikkatsu Roman-Porno-Filme herauf, einer Tradition, die durch die Anwesenheit von Dans Branchenvorgängerin Aya Sugimoto gefestigt wurde, die in den jüngsten Neuverfilmungen der alten "Hana to Hebi"-Filme mitwirkte. Große Kunst ist es nicht, aber eine Starlet wurde geboren." - The Japan Times